# Крайчиковское сельское поселение
Крайчиковское се́льское поселе́ние — муниципальное образование в Колосовском районе Омской области Российской Федерации.
Административный центр — село Крайчиково.

## История
Статус и границы сельского поселения установлены Законом Омской области от 30 июля 2004 года № 548-ОЗ «О границах и статусе муниципальных образований Омской области».

## Население
| 2010 | 2011 | 2012 | 2013 | 2014 | 2015 | 2016 |
| ---- | ---- | ---- | ---- | ---- | ---- | ---- |
| 865  | ↘862 | ↘858 | ↘797 | ↘787 | ↘755 | ↘748 |
| 2017 | 2018 | 2019 | 2020 | 2021 | 2023 |      |
| ↘725 | ↘710 | ↘706 | ↘679 | ↘536 | ↘516 |      |

## Состав сельского поселения
| № | Населённый пункт | Тип населённого пункта       | Население |
| - | ---------------- | ---------------------------- | --------- |
| 1 | Александровка    | деревня                      | ↘156      |
| 2 | Крайчиково       | село, административный центр | ↘572      |
| 3 | Плахино          | деревня                      | ↘137      |